# 五龙乡 (宝兴县)
五龙乡，是中华人民共和国四川省雅安市宝兴县下辖的一个乡镇级行政单位。2019年12月，撤销明礼乡，将其所属行政区域划归五龙乡管辖。

## 行政区划
五龙乡下辖以下地区：
东风村、战斗村、东升村、团结村和胜利村。